# Limeux, Cher

Limeux este o comună în departamentul Cher, Franța. În 1 ianuarie 2022 avea o populație de 171 de locuitori.